# (7755) Haute-Provence
(7755) Haute-Provence ist ein Asteroid des äußeren Hauptgürtels, der am 28. Dezember 1989 vom belgischen Astronomen Eric Walter Elst am Observatoire de Haute-Provence (IAU-Code 511) im Südosten Frankreichs entdeckt wurde.
Der Asteroid wurde am 20. November 2002 nach dem französischen Département Alpes-de-Haute-Provence in Südfrankreich benannt, wo 1936 das Observatoire de Haute-Provence gegründet wurde, an dieser Asteroid entdeckt wurde.
Der Himmelskörper gehört zur Themis-Familie, einer Gruppe von Asteroiden, die nach (24) Themis benannt wurde.